# 瑪萊卡·阿羅拉
瑪萊卡·阿羅拉（英語：Malaika Arora，1973年10月23日—）是印度女演员和艺人，主要出現在寶萊塢電影。
阿羅拉在電影中演繹不少為人所知的歌舞表演，包括：《Chaiyya Chaiyya》、《Gur Naalo Ishq Mitha》和《Munni Badnaam Hui》等。她的丈夫是男星的薩爾曼·汗的弟弟阿巴斯·汗。两人共育有一个儿子并在2017年离婚。

## 外部連結
- 瑪萊卡·阿羅拉在互联网电影资料库（IMDb）上的資料（英文）